# Lanceoppia
Lanceoppia är ett släkte av kvalster. Lanceoppia ingår i familjen Oppiidae.

## Dottertaxa tillLanceoppia, i alfabetisk ordning[1]
- Lanceoppia adjuncta
- Lanceoppia australis
- Lanceoppia banksi
- Lanceoppia becki
- Lanceoppia berlesei
- Lanceoppia bertheti
- Lanceoppia bicristata
- Lanceoppia binodosa
- Lanceoppia consimilis
- Lanceoppia csiszarae
- Lanceoppia cucheana
- Lanceoppia elegantula
- Lanceoppia ewingi
- Lanceoppia feideri
- Lanceoppia gressitti
- Lanceoppia haarlovi
- Lanceoppia hexapili
- Lanceoppia jacoti
- Lanceoppia kalalao
- Lanceoppia knuellei
- Lanceoppia kovacsi
- Lanceoppia lancearia
- Lanceoppia lionsi
- Lanceoppia luxtoni
- Lanceoppia madagascarensis
- Lanceoppia maerkeli
- Lanceoppia menkei
- Lanceoppia microlancearia
- Lanceoppia microtricha
- Lanceoppia microtrichoides
- Lanceoppia moritzi
- Lanceoppia neonominata
- Lanceoppia nodosa
- Lanceoppia perezinigoi
- Lanceoppia pertineata
- Lanceoppia piffli
- Lanceoppia poppi
- Lanceoppia ramsayi
- Lanceoppia rattura
- Lanceoppia ravenala
- Lanceoppia rigidiseta
- Lanceoppia schusteri
- Lanceoppia schweizeri
- Lanceoppia sellnicki
- Lanceoppia seydi
- Lanceoppia soosi
- Lanceoppia strenzkei
- Lanceoppia talacrensis
- Lanceoppia tasmanica
- Lanceoppia thamdrupi
- Lanceoppia thori
- Lanceoppia tortile
- Lanceoppia translucens
- Lanceoppia turki
- Lanceoppia vanderhammeni
- Lanceoppia vaneki
- Lanceoppia willmanni
- Lanceoppia woodringi
- Lanceoppia zicsica